# Mularz
Mularz (z niem. maurer) – 1. członek masonerii (mularz, wolnomularz, mason). Od słowa „mularz” pochodzi nazwa ruchu wolnomularstwo (masoneria). Źródeł organizacyjnych masonerii należy doszukiwać się w korporacjach budowniczych średniowiecza, które grupowały wykwalifikowanych rzemieślników, głównie murarzy (mularzy) i kamieniarzy. W średniowiecznej Europie istniał elitarny i prestiżowy cech mularzy, zrzeszający wolnych rzemieślników wznoszących na zlecenie możnych gmachy katedr i kościołów. Rzemieślnicy wznoszący gmachy świątynne cieszyli się wieloma przywilejami, byli znacznie lepiej opłacani, a ich cech nie miał stałej siedziby. Jego członkowie swobodnie przemieszczali się po Europie w zależności od otrzymywanych zleceń. Stopniowo związki mularzy przekształcały się i zmieniały swój charakter, przeradzając się w ponadnarodowy ruch etyczno-solidarystyczny zorganizowany w struktury bractw i lóż – współczesne wolnomularstwo.
2. staropolska nazwa zawodu murarza oraz określenie rzemieślnika lub robotnika wykonującego ten zawód. Mularze zajmowali się murowaniem i wszelkimi innymi pracami murarskimi. Murowanie oznacza wznoszenie budowli poprzez stawianie murów (ścian) kamiennych lub ceglanych, gdzie czynnikiem wiążącym te materiały jest zaprawa murarska (przygotowywana współcześnie na bazie piasku, wapna i cementu, a w przeszłości na bazie innych substancji np. białek jaj kurzych). W staropolszczyźnie wyrazy „mularz” i murarz” występowały zamiennie. Obie formy pochodzą od słowa „mur”, które zostało stosunkowo późno przejęte przez Słowian z języka niemieckiego. W okresie międzywojennym wyraz „mularz” został stopniowo wyparty z języka polskiego przez dominującą współcześnie formę „murarz”. Obecnie, stara forma „mularz” dla określenia zawodu murarza została praktycznie całkowicie porzucona i nie znajdziemy już jej w potocznym języku; jej ślady przetrwały jedynie w znaczeniu związanym z masonerią. Dwie różniące się formy słowa „murarz” są cechą charakterystyczną wyłącznie dla języka polskiego, w pozostałych językach słowiańskich i zachodnioeuropejskich taki podział nie występuje. I tak np. w języku angielskim słowo „mason” oznacza zarówno murarza, jak i członka masonerii; w języku francuskim podobnie jest z wyrazem „macon”, a w języku niemieckim – z wyrazem „maurer”.